# Нентуйяха
Нентуйяха (устар. Ненту-Яй-Яха) — река в России, протекает в Ямало-Ненецком АО. Устье реки находится в 34 км по правому берегу реки Вынгапур. Длина реки составляет 35 км. В 4 км от устья по правому берегу впадает река Нохояха.

## Данные водного реестра
По данным государственного водного реестра России относится к Нижнеобскому бассейновому округу, водохозяйственный участок реки — Пур, речной подбассейн реки — подбассейн отсутствует. Речной бассейн реки — Пур.
Код объекта в государственном водном реестре — 15040000112115300056438.